# Euxestus medioniger
Euxestus medioniger is een keversoort uit de familie dwerghoutkevers (Cerylonidae). De wetenschappelijke naam van de soort werd in 1922 gepubliceerd door Arthur Mills Lea.